# Himetataraisuzu-hime
Hime-tatara-isuzu-hime (媛蹈鞴五十鈴媛),. Elle est désignée par plusieurs noms différents et plusieurs orthographes. Parmi eux, Hime-tatara-isuke-yori-hime, est une déesse japonaise, une figure mythologique du Nihon Shoki, la première impératrice du Japon et l'épouse de l'empereur Jimmu.
Bien que les détails varient, ses parents sont décrits comme une fille de l'homme influent de la Province de Yamato et un kami. On dit qu'elle a épousé l'empereur Jimmu et a donné naissance au deuxième empereur, l'empereur Suizei,.

## Représentation parKojikietNihon Shoki

### Naissance
Selon Kojiki, lorsque Kamu-yamato-Iwarebiko (l'empereur Jimmu ) cherchait une épouse, on lui parla d'une femme nommée Seyadatara-hime (en) (勢夜陀多良比売)  qui avait une fille après avoir été fécondée par Ōmono-nushi. Ōmono-nushi avait pris la forme d'une flèche rouge et avait frappé les organes génitaux de Seya-datara-hime alors qu'elle déféquait dans un fossé. Iwarehiko a courtisé cette fille, Hime-tatara-isuke-yori-hime (比売多多良伊須気余理比売) et la prit pour épouse,,,.
Comme le Kojiki, le récit principal du premier volume du Nihon Shoki décrit d'abord Hime-tatara-isuzu-hime comme la progéniture du dieu Ōmono-nushi. Cependant, le Nihon Shoki contient également une histoire alternative qui la présente comme l'enfant du dieu Kotoshironushi (事代主神)  et de la déesse Mizokuhi-hime (溝樴姫)  - également connue sous le nom de Tamakushi-hime (玉櫛姫)  - conçue après que Kotoshiro-nushi se soit transformé en un wani gigantesque et j'ai couché avec elle. De même, le récit principal des troisième et quatrième volumes de Nihon Shoki la désigne comme la fille de Kotoshiro-nushi plutôt que d'Ōmono-nushi,.
Sa maison était située sur la rivière Sai et près du sanctuaire Sai-jinja, près du mont Miwa.

### Mariage avec l'empereur Jimmu
Selon le Nihon Shoki et d'autres sources, Kamu-yamato-Iwarebiko (l'empereur Jimmu) a quitté le pays d'Himuka (Sud-est de Kyushu) et a fait une expédition vers l'est et, après de nombreuses batailles, a établi son gouvernement dans la région de Yamato. Iwarehiko a construit le palais de Kashiwara dans l'actuel Kashihara, au pied du mont Unebi et est monté sur le trône en tant que premier empereur
Avant son accession au trône, Iwarehiko avait besoin d'une épouse digne d'être la première impératrice. Ōkume-no-mikoto, un vassal d'Iwarehiko, suggère Hime-tatara-isuzu-hime comme candidat pour sa consort,. Selon le Kojiki, Ōkume-no-mikoto explique l'histoire de la naissance de Hime-tatara-isuzu-hime à Iwarehiko et lui dit qu'elle méritait d'être son épouse légitime,. Dans le Kojiki, il y a une autre histoire dans laquelle Iwarehiko et Ōkume-no-mikoto ont vu sept femmes sur les rives de la rivière Sai et ont choisi une épouse parmi elles.
Hime-tatara-isuzu-hime a eu un échange poétique notable avec eux, puis Jimmu a passé la nuit chez elle.
Selon le Nihon Shoki, leur mariage a eu lieu le 24 septembre de l'année précédant son accession au trône. Dans le Nihon Shoki, il commença sa recherche d'une consorte le 16 août selon le calendrier lunaire, l'année avant son accession au trône ("La Nouvelle Lune d'août),, et il choisit Hime-tatara-isuzu-hime comme sa consorte et l'épousa le 24 septembre selon le calendrier lunaire ("Nouvelle Lune de septembre"),. Hime-tatara-isuzu-hime est devenue impératrice lorsque l'empereur Jimmu a accédé au trône l'année suivante. Dans le Nihon Shoki, l'année de l'accession au trône de l'empereur Jimmu est considérée comme l'année de Shin-Yu (辛酉) du Cycle sexagénaire (la 58e année de cet cycle). Selon la méthode de calcul établie à l'ère Meiji (1868-1912), en tenant compte de la théorie de la prophétie chinoise et de la théorie de la révolution Shin-Yu, cette année est 660 av. J.-C.. Dans le passé, cela était considéré comme un fait historique, mais de nos jours, cela n'est généralement plus considéré comme un fait historique. Pour plus d'informations, voir année impériale japonaise.

### Après la mort de l'empereur Jimmu
Selon le Nihon Shoki, l'empereur Jimmu est décédé à l'âge de 127 ans. Bien que les détails varient, le Nihon Shoki et le Kojiki rapportent tous deux qu'une lutte pour la succession a eu lieu entre ses enfants après sa mort.
Avant de partir pour l'expédition à l'Est depuis la "Terre de Himuka", Iwarehiko s'était marié à Airatsu-hime et ils avaient eu enfant(s). Le Kojiki enregistre les noms de deux de ses enfants, Tagishi-mimi  et Kisu-mimi,, D'un autre côté, le Nihon Shoki ne mentionne que le nom de Tagishi-mimi et ne mentionne pas le nom de la personne correspondant à Kisu-mimi. Cependant, ces enfants ont été rétrogradés au statut de bâtards lorsque Iwarehiko a fait d'Hime-tatara-isuzu-hime l'impératrice légitime. À la mort de l'empereur Jimmu, son fils bâtard, Tagishi-mimi, voulait lui-même succéder au trône. Selon le Nihon Shoki et d'autres sources, Tagishi-mimi a servi sous l'empereur Jimmu pendant longtemps, mais il était décrit comme ayant une personnalité difficile et une tendance à "désobéir à l'humanité". Ces portraits ne sont pas nécessairement considérés comme des faits historiques véridiques. Dans le remplacement de Empereur Jimmu par Empereur Suizei, l'ultimogeniture a eu lieu, ce qui est considéré comme ayant été commun dans le Japon ancien. Cependant, plus tard, la primogeniture est devenue commune, et certains interprètent cela comme signifiant que l'explication selon laquelle le frère aîné a été éliminé parce qu'il était une mauvaise personne était nécessaire pour les lecteurs qui considèrent l'héritage du premier-né comme légitime.
Dans le Kojiki, Tagishi-mimi prit pour épouse l'impératrice veuve Hime-tatara-isuzu-hime et tenta d'assassiner les enfants légitimes de l'empereur Jimmu et de l'impératrice Hime-tatara-isuzu-hime. Consciente de ses projets, Hime-tatara-isuzu-hime a écrit deux poèmes à ses enfants pour les avertir du danger,
Ayant appris l'intrigue grâce aux poèmes de leur mère, les fils légitimes attaquèrent en premier Tagishi-mimi et le vainquirent. Kan-nunakawa-mimi no mikoto (神沼河耳命), qui joua le rôle le plus actif dans l'attaque, succéda à son père et monta sur le trône en tant que deuxième empereur, l'empereur Suizei. Selon le Nihon Shoki, Hime-tatara-isuzu-hime prit le titre d'« Impératrice douairière ».
L'empereur Suizei prit la princesse Isuzuyori-hime (en) (五十鈴依媛命) comme épouse. Isuzu-yori-hime était la sœur cadette de Hime-tatara-isuzu-hime et la tante de l'empereur Suizei. D'autres versions de cette histoire prétendent que Kawamata-hime (alias, Kawamata-bime) ou Itoori-hime est devenue l'épouse de l'empereur Suizei.

### Enfants
Basé sur le Nihon Shoki et le Kojiki, Hime-tatara-isuzu-hime et l'empereur Jimmu ont eu trois enfants : Hikoyai (en) (日子八井命), Kamuyaimimi (神八井耳命) et l'empereur Suizei. Hiko-yai n'est mentionné que dans le Kojiki, alors que les deux autres enfants sont mentionnés dans les deux textes. Kan-yai-mimi est devenu le fondateur du clan Ō (多氏).

### Frères et sœurs
La mère de Himetataraisuzu-hime a donné naissance à deux autres enfants :
- Ama-no-higata-Kushi-no-higata no mikoto (天日方奇日方命), alias Kamo no Kimi (en) - le frère aîné de Hime-tatara-isuzu-hime. Dans le Kujiki, il servit l'empereur Jimmu et devint lOsu-kuni-no-matsurigoto-mōsu-machigimi (申食国政大夫) [correspondant au Premier ministre][22].
- Isuzuyori-hime (en) (五十鈴依媛) - la sœur de Hime-tatara-isuzu-hime. Elle devient impératrice du deuxième empereur, l'empereur Suizei[22],[23].

## Théories concernant la lignée

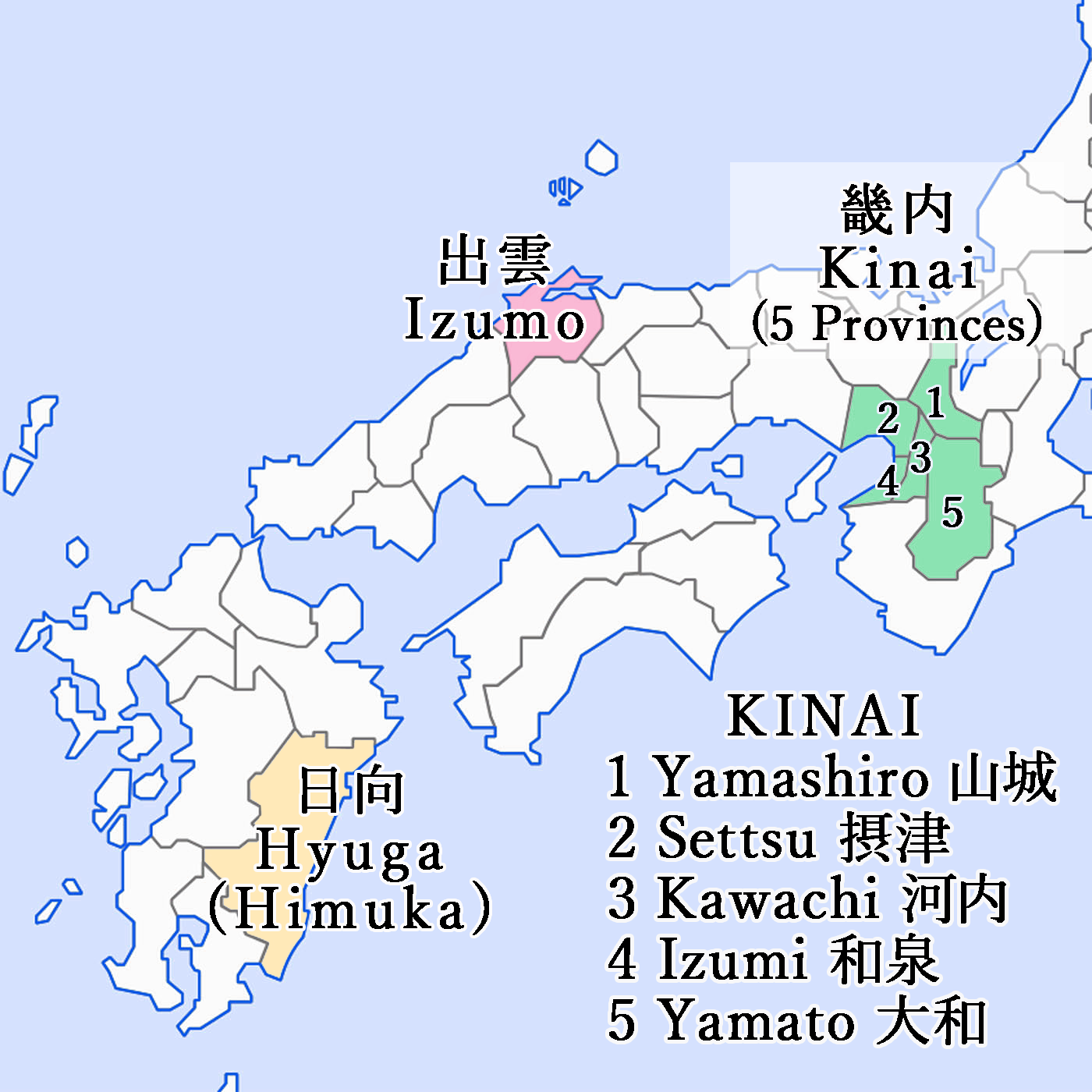
5 provinces dans Kinai, Province d'Hyūga, et Province d'Izumo.

Dans le Nihon Shoki et le Kojiki, bien que les détails des histoires diffèrent, Hime-tatara-isuzu-hime est décrit comme ayant une mère qui est « la fille d'une personne influente (une divinité) » et un père qui est « une divinité ». Il existe une théorie selon laquelle l'empereur Jimmu, le premier empereur du Japon, aurait épousé une Hime-tatara-isuzu-hime, une « fille d'un dieu », afin de légitimer son régime.
On dit que la famille maternelle de la mère appartient à Mishima de Settsu (préfecture d'Osaka) et que sa famille paternelle vient de Miwa de Yamato (préfecture de Nara). Cette configuration suggère une coopération entre plusieurs clans puissants de la région du Kinai. Si le père de Hime-tatara-isuzu-hime est Kotoshiro-nushi ou Ōkuni-nushi, comme le suggère le Nihon Shoki, alors Hime-tatara-isuzu-hime a également des racines dans la province d'Izumo ainsi que dans la Kinai. Il est également avancé que le mariage d'Iwarehiko, un étranger de Himuka (province de Hyūga), était soutenu par une personnalité influente de la pan-province de Kawachi (provinces de Yamato et Settsu). Il faut préciser que c'est à l'époque ancienne que des provinces telles que Yamato et Settsu ont été établies. Une autre théorie propose que Iwarehiko visait non seulement à conquérir par la force militaire, mais aussi à consolider son contrôle dans les campagnes en étendant son influence. Une interprétation y voit également la preuve que les forces de l'empereur Jimmu ont sécurisé la technologie de fabrication du fer.

### Grand-père: Mizokuhi de Mishima
Dans les « Nihon Shoki », on dit que la mère est la fille de Mishima no Mizokuhi, bien qu'il existe quelques différences dans la formulation. Mizokuhi est également écrit comme 溝樴, 溝樴耳神 et 溝杙 dans le Kojiki, et comme 湟咋, 溝杭 ( Shinsen shōjiroku ), et d'autres caractères peuvent également être appliqué. De plus, certains documents historiques le désignent sous le nom de 耳神, suggérant qu'il était un objet de culte en tant qu'être divin. Dans la généalogie du clan Kamo, cette divinité serait l'ancêtre du clan Kamo et du Katsuragi-no-kuni-no-miyatsuko (葛城国造).
Le nom de lieu "Mishima" est supposé correspondre au comté de Mishima dans la province de Settsu (actuelle partie nord de la préfecture d'Osaka). L'Engishiki (927) répertorie Mishima Kamojinja (Mishima-e, ville de Takatsuki) et Mizokui jinja (Ibaraki), suggérant que "Mizokuhi de Mishima" était vénéré dans cette région. La référence Mizokui-jinja (ja) désigne Mishima no Mizokuhi comme le fondateur du sanctuaire et indique que le clan Mishima aurait été un clan puissant dans l'ancienne région de Kawachi.
Au cours de la période Edo, Motoori Norinaga a interprété ce mizo (sillon) comme se référant à des toilettes construites au-dessus d'un cours d'eau, et cette théorie est devenue courante. Eiichi Mitani et d'autres ont adopté cette théorie, et il existe également une théorie selon laquelle les toilettes sont fortement liées aux rituels de naissance. Kazuo Higo était en désaccord, affirmant que "mizo" signifie un fossé dans un champ de riz. Masayuki Tsugita a développé cette théorie, affirmant que Mishima-gun était un lieu idéal pour la culture du riz et que "Mizokuhi de Mishima" était un dieu agricole.

### Mères: Tamakushi-hime et Seya-datara-hime
Le nom de sa mère est Tamakushi-hime dans le Nihon Shoki et Seya-datara-hime dans le Kojiki. On dit que toutes deux étaient connues pour être de belles femmes.  
Motoori Norinaga compare Seya à Seno-mura, Heguri-gun, dans la province de Yamato (ville de Sangō, comté d'Ikoma, préfecture de Nara).

### Anecdotes de sa naissance àKojiki
Dans le Kojiki, elle est dite être la fille d'Ōmono-nushi. Ōmono-nushi (大物主神) était à l'origine la famille sacerdotale (en) du Mont Miwa. D'un autre côté, Ōmono-nushi peut être un autre nom pour Ōkuni-nushi (un descendant de Susanoo), et dans le Nihon Shoki, Ōmono-nushi est le Mitama de Ōkuni-nushi. À l'origine, ils étaient considérés comme étant des divinités distinctes,. Son lieu de naissance est le Mont Miwa dans la région de Yamato.
On dit qu'elle s'appelait à l'origine Hoto-tatara-isusuki-hime (富登多多良伊須須岐比売). On disait qu'elle était belle comme sa mère. On dit aussi qu'elle était une belle femme comme sa mère.
Cependant, elle n'aimait pas le mot « hoto » et a changé son nom en Hime-tatara-isuzu-hime. La suppression du « hoto » peut être liée au fait que le mot est lié aux organes génitaux.

## Relation avec la fabrication du fertatara
Il existe une théorie selon laquelle la partie "tatara" du nom Hime-tatara-isuzu-hime est interprétée en lien avec la fabrication du fer  (tatara), indiquant ainsi la fabrication de fer dans le Japon ancien. Le caractère "鞴" utilisé dans le Nihon Shoki désigne les soufflets utilisés dans la sidérurgie. Dans le Japon moderne (avant la réunion de la Seconde Guerre mondiale), les origines de la fabrication du fer au Japon remontent à la période de devinité, avec des épisodes dans le Nihon Shoki et le Kojiki affirmant que lorsque Amaterasu se cachait dans Amano-Iwato, le fer de "Ama-no-kaguyama" (Nihon Shoki)" ou "Ame-no-kaneyama" (Kojiki) était utilisé pour la métallurgie,. De nos jours, il est généralement accepté que la technologie de fabrication du fer a été introduite de la Chine continentale en même temps que la culture du riz, mais les preuves archéologiques sont insuffisantes, et aucune théorie définitive n'a été établie concernant son origine ou son âge. En termes de sources littéraires, la fabrication du fer est spécifiquement détaillée dans l'Izumo no Kuni Fudoki (ja) du VIIIe siècle, et l'on pense que la fabrication du fer était déjà établie à cette époque. Teiichi Suzumoto (Chemical Society of Japan) a soutenu que l'énorme Maussolée de l'empereur Nintoku, datant du début du Ve siècle, a probablement été rendu possible grâce à l'établissement d'outils en fer, et que la Cour impériale de Yamato de l'époque avait probablement sécurisé la technologie du fer tatara. Des Fuigo ont été excavés du site de Higashi Nara Ruins (ja) (à Ibaraki, Préfecture d'Osaka), et certains ont lié cela à la fabrication du fer par la Cour de Yamato. Sur ce site de Higashinara (découvert en 1971), des Dōtaku et leurs moules ont été excavés, et il est certain que des cloches en bronze y étaient fabriquées.
Selon Yasunao Kojita (ja) (Université féminine de Nara), "tatara" fait référence à un four Tatara, et "hoto" désigne à la fois la région pubienne et le foyer. Le mot "hoto" (溶鉱炉) désigne également un "haut fourneau".Autrement dit, le fait que l'Empereur Jimmu ait pris Hime-tatara-isuzu-hime (= Hime-tatara-isuke-yori-hime = Hoto-tatara-isusuki-hime) comme épouse est interprété comme une indication que la famille royale contrôlait l'industrie du fer et de l'acier. Yutaka Yoshino (Association de littérature japonaise) déclare que le nom "Hoto-tatara-isusuki-hime" fait référence à une prêtresse qui servait le dieu du minerai fondu et du haut fourneau.
Motoori Norinaga et d'autres érudits du Kokugaku moderne n'ont pas interprété le mot «tatara» dans Hime-tatara-isuzu-hime comme signifiant un soufflet. Selon eux, le mot «tatara» est un terme d'argot utilisé par les forgerons et est écarté de ses liens avec la sidérurgie car il ne convient pas au nom d'une noble impératrice. « Certains interprètent «tatara» comme un dérivé de «stand», signifiant « se leva (surpris par une flèche dans la région pubienne) » ou « fit dresser une flèche (dans la région pubienne),.

## Objets de foi
L'empereur Meiji a fondé le Kashihara Jingu en 1890, où l'empereur Jimmu et Hime-tathra-isuzu-hime sont consacrés comme principales divinités,. 。
Hime-tatara-isuzu-hime est également vénérée sous le nom de "Komori Myōjin (子守明神)" pour avoir sauvé des enfants, et elle est la divinité principale du Isagawa-jinja (Honkomori-cho, ville de Nara, préfecture de Nara). Le sanctuaire Isagawa est un sanctuaire régent de Miwayama et du Ōmiwa-jinja, qui est considéré comme la ville natale de Hime-tatara-isuzu-hime. Chaque année en juin, le sanctuaire Nitsukawa organise le "Festival Saegusa" (communément appelé festival des yuri) (三枝祭, alias ゆり祭り - Yuri-matsuri), où Hime-tatara-isuzu-hime est vénérée par des offrandes de yuri cultivés au mont Miwa.
Dans les hautes vallées de la rivière Sai (狭井川), où vivaient les parents de Hime-tatara-isuzu-hime, se trouve le sanctuaire Sai (狭井神社). Ici, la divinité principale est Hime-tatara-isuzu-hime, mais le sanctuaire honore également Ōmono-nushi (père de Hime-tatara-isuzu-hime selon le Kojiki), Seya-datara-hime et Tamakushi-hime (mères de Hime-tatara-isuzu-hime selon le Kojiki), ainsi que Tamakushi-hime (en) et Kotoshiro-nushi (père de Hime-tatara-isuke-yori-hime selon le Nihon Shoki).
Elle est également vénérée au sanctuaire Tsumori Jingu (préfecture de Kumamoto, district de Kamimashiki, ville de Mashiki) et Kosa-jinja (ja) (ville de Kosa).

### Texte original de "Nihon Shoki"
1. ↑  In the Nihon Shoki, "是国色之秀者".

### Le texte original de "Kojiki"
1. ↑  Selon le Kojiki, "天皇崩後、其庶兄當藝志美美命、娶其嫡后伊須気持余理比売之時、將殺其三弟而謀之間、其御祖伊須気持余理比売之患苦而、以歌令知其御子等" - [environ] Après la mort de l'empereur, son fils bâtard Tagishi-mimi épousa l'impératrice de son père, Isuke-yori-hime, et Tagishi-mimi projeta d'assassiner ses trois jeunes frères. Isuke-yori-hime le savait et enseigna cette conspiration à ses fils avec les poèmes.
2. ↑  In the Kojiki, "其容姿麗美".